# Erigone jugorum
Erigone jugorum là một loài nhện trong họ Linyphiidae.
Loài này thuộc chi Erigone. Erigone jugorum được Eugène Simon miêu tả năm 1884.